# 피아노, 플루트, 바순을 위한 삼중주, WoO 37 (베토벤)
《피아노, 플루트, 바순을 위한 삼중주 사장조, WoO 37》은 루트비히 판 베토벤에 의해 쓰인 작품이다.

## 개요
이 작품은 베토벤이 사망한 후 그의 서류에서 발견되었다. 그의 십대 시절인 1786년에 작곡되었지만, 출판되지 않은 채로 남아 있었고, 1888년에 이르러서야 브라이코프 운트 헤르텔 출판사가 출판한 《베토벤 전집판Beethoven Gesamtausgabe》(줄여서 GA)에 대한 보충본에 실려 공개되었다. 쿠퍼에 따르면, 베토벤은 열다섯 살 때인 1786년경에 이 삼중주를 작곡했다. 수혜자는 아마추어 바순 연주자인 프리드리히 폰 베스터 홀트 백작으로, 그의 딸 안나 마리아가 베토벤에게서 피아노 레슨을 받고 있었다.

## 악기
피아노, 플루트, 바순으로 구성되어 있다.

## 악장
작품은 세 개의 악장으로 구성되어 있다:
1. 알레그로
2. 아다지오
3. 주제 안단테 콘 바리아지오니

일반적인 공연은 약 26분 정도 소요된다.

## 참고 문헌
각주
1. ↑  Blakeman 1992, 4쪽
2. 1 2  Hewitt & Müller-Schott 2011
3. 1 2  Cooper 2000, 21쪽

출처
- 앤더슨, 키스 (2018). 《루트비히 판 베토벤: 플루트 작품, Vol. 2》 (CD). 낙소스 레코드. 8.573570. 2021년 6월 26일에 원본 문서에서 보존된 문서. 2021년 2월 26일에 확인함.
- 블레이크맨, 에드워드 (1992). 《베토벤: 세레나데》 (PDF) (CD). 찬도스 레코드. CHAN9108. 2015년 9월 23일에 원본 문서 (PDF)에서 보존된 문서.
- 쿠퍼, 배리 (2000). 《베토벤》. United States: Oxford University Press. ISBN 0191592706.
- 휴이트, 안젤라; 뮐러-쇼트, 다니엘 (2011). “프로그램 노트: 베토벤 실내악 시리즈 - 콘서트 2”. Emmanuel Music. 2015년 12월 4일에 원본 문서에서 보존된 문서. 2015년 8월 23일에 확인함.
- 판 데 보가르트, 베키 (2011). “콘서트 프로그램: 2011년 9월 23일 및 25일”. Nebraska Chamber Players. 2016년 3월 4일에 원본 문서에서 보존된 문서. 2015년 8월 23일에 확인함.
- 왓슨, 아우구스 (2012). 《베토벤의 실내악 맥락》. Woodbridge: Boydell Press. ISBN 978-1-84383-716-9.